# Елена (город)
Еле́на (болг. Елена) — город в Болгарии. Находится в Великотырновской области, входит в общину Елена. Население составляет 4918 человек (2022).
Город находится на высоте 339 м, у подошвы Еленинских Балкан, через которые проходы: Железные ворота (Демир-Капу) и Гайдуци-Чокар, с проездной дорогой, ведущей в город Сливен.

## История
Известен с 1430 г., был важным культурным центром в эпохи Ренессанса и Просвещения, там было открыто одно из первых болгарских училищ.
В русско-турецкую войну 1877—78 гг., вскоре после перехода российских войск через Дунай, Елена была занята русским отрядом. Когда турки в августе перешли в наступление и заняли командные высоты над Еленой и над путём отступления к Тырнову, позиция у Елены стала весьма опасной. В начале ноября еленинский отряд, состоявший под командой генерал-майора Домбровского П. К., был подкреплен резервом. В середине ноября неприятель стал готовиться к нападению на Елену, с целью отвлечения главной российской армии от Плевны и воспрепятствования новому движению русских за Балканы. Сулейман-паша 18 ноября сосредоточил близ Елены около 30 тыс. человек, рассчитывая с этими силами взять Елену и затем двинуться к Тырнову. На рассвете 22-го числа турки открыли огонь по передовому отряду, а затем двинулись в атаку. После 2-часового отчаянного боя командовавший передовым отрядом полковник Лермонтов стал отступать на Елену. Высланный ему на подкрепление батальон был окружен турками, причём около 300 человек взяты в плен. В 12 часов дня турки атаковали укрепленную позицию русских у Елены. После трёхчасового сопротивления генерал Домбровский приказал отступать и, несмотря на громадные затруднения, около 6 часов вечера успел дойти до деревни Яковцы, где прекратилось преследование со стороны турок. Еленинский отряд потерял в этот день более 1/3 своего состава (55 офицеров и 1087 нижних чинов) и должен был бросить 11 орудий. Благодаря его упорной обороне на пути к Тырнову успели сосредоточиться достаточные силы, и Сулейман должен был отказаться от своего плана. 2 декабря турки очистили Елену, после чего разграбленный и частью сожжённый ими город был вновь занят русскими войсками, а турки укрепились неподалёку на кургане Девичья могила.

## Родились
- Иларион Макариопольский, митрополит, участник национально-освободительного движения.
- Теодор Теодоров, премьер-министр.
- Пенчо Златев, премьер-министр.
- Иларион (Цонев), митрополит и писатель.
- Михайловский, Стоян Николов, поэт-сатирик.

Там же учился писатель Эмилиян Станев.

## Фото

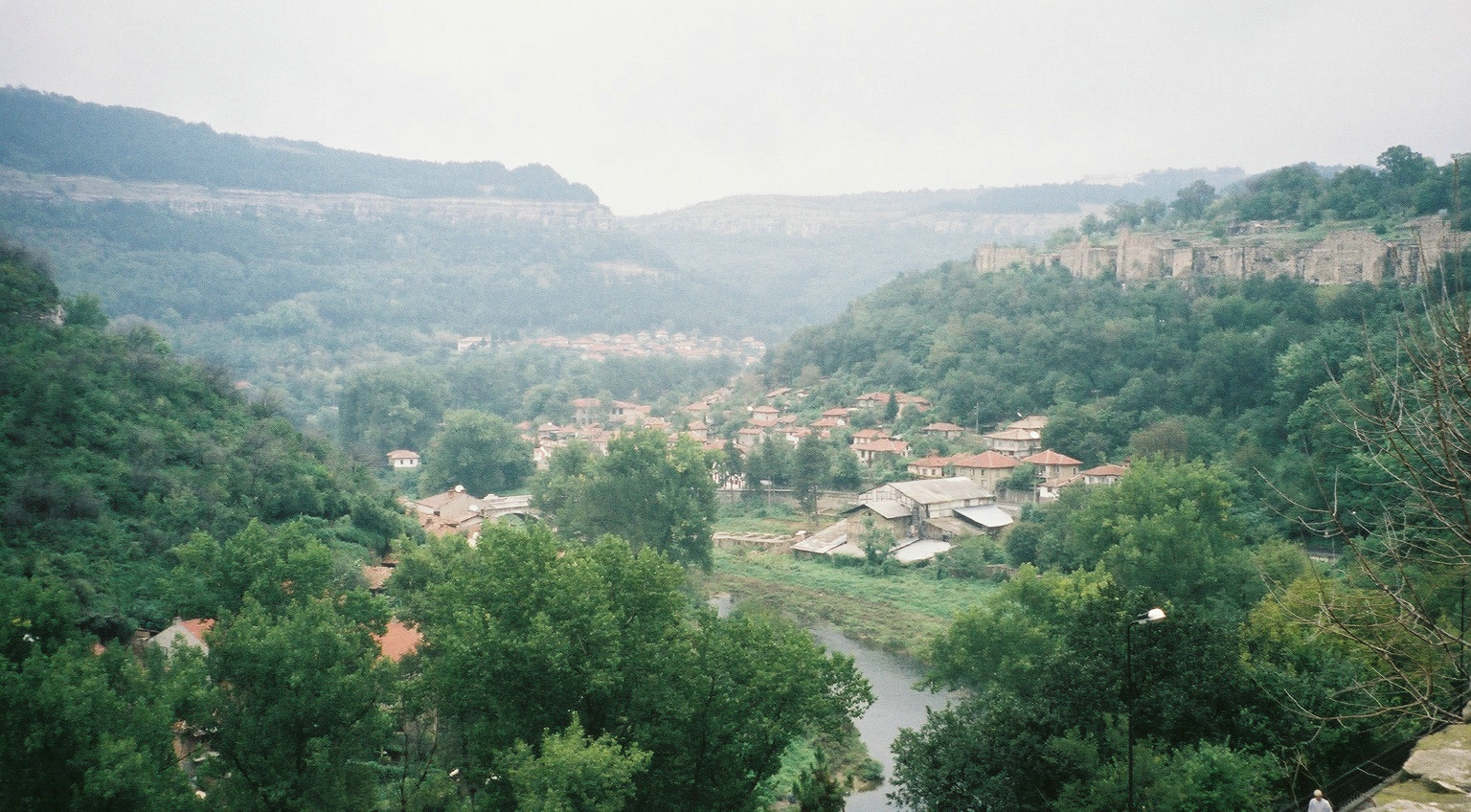
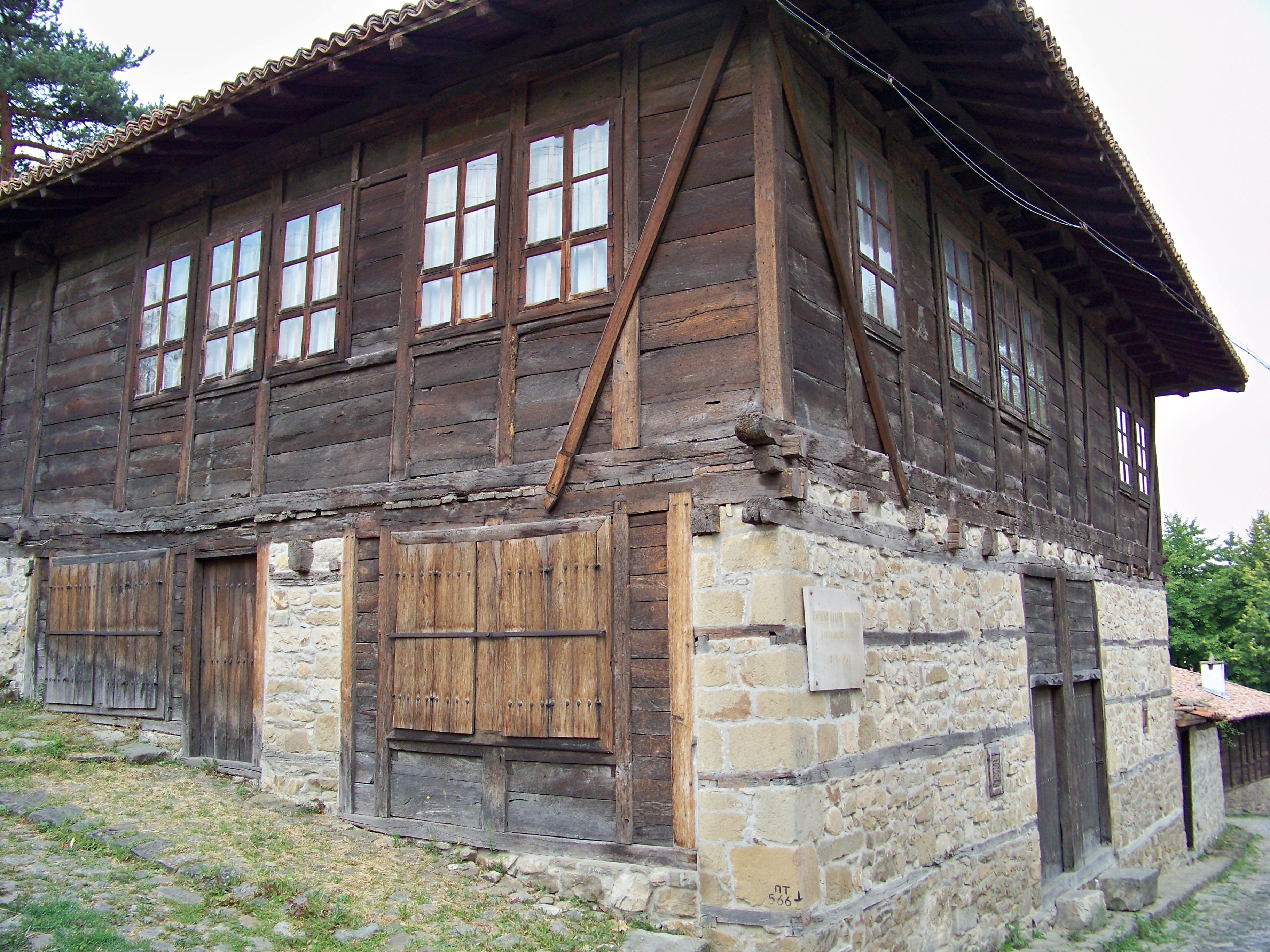
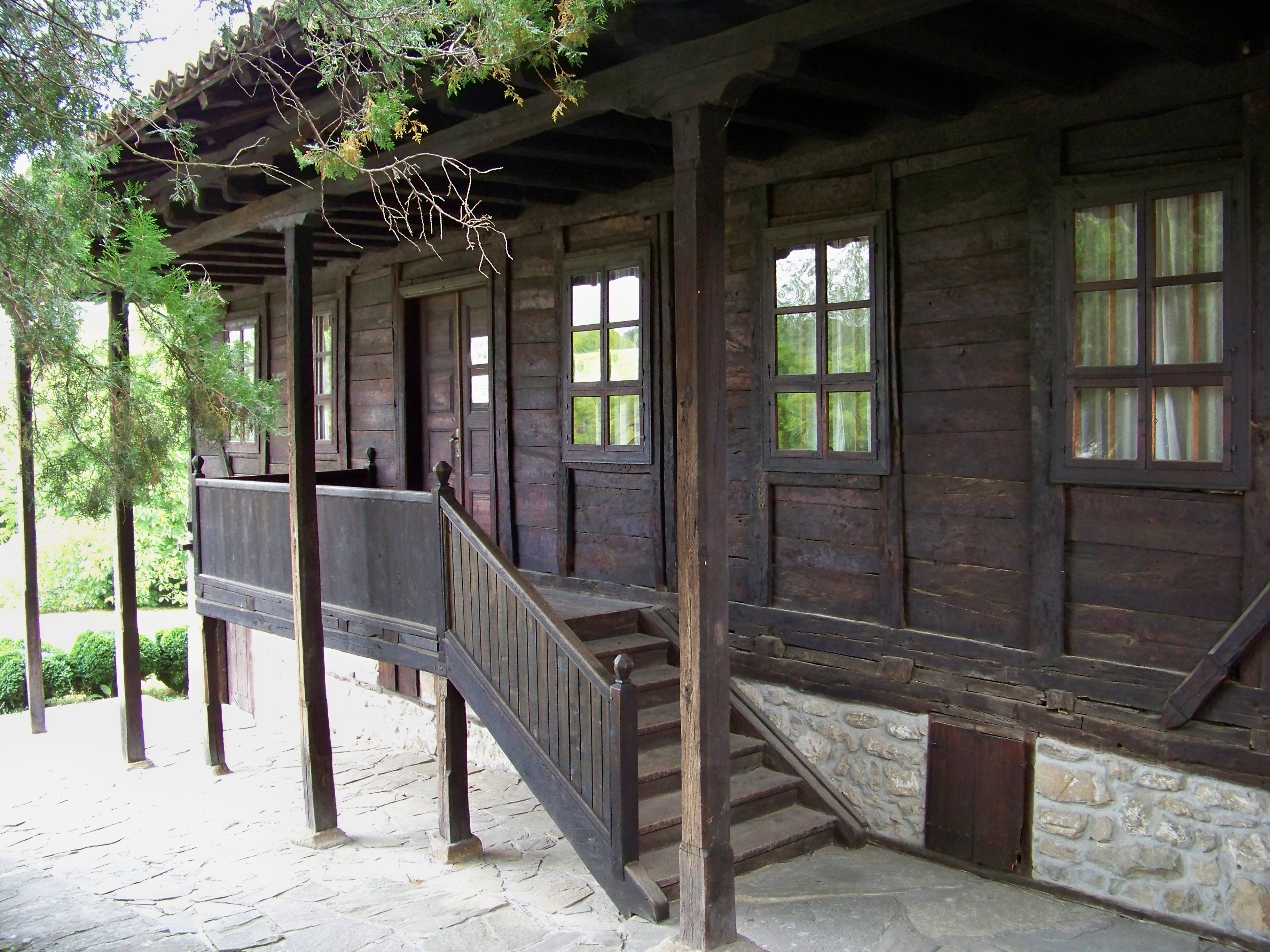
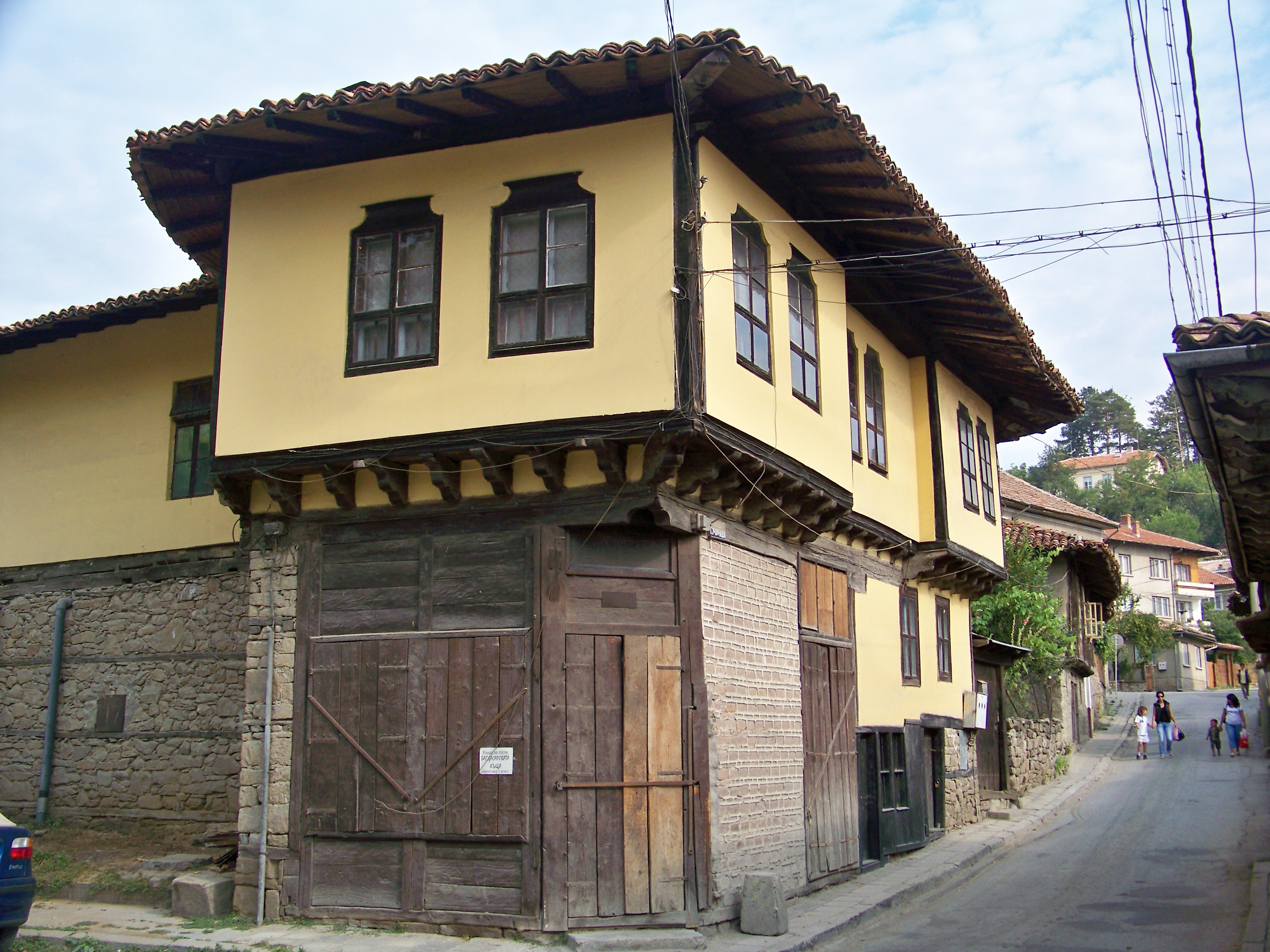
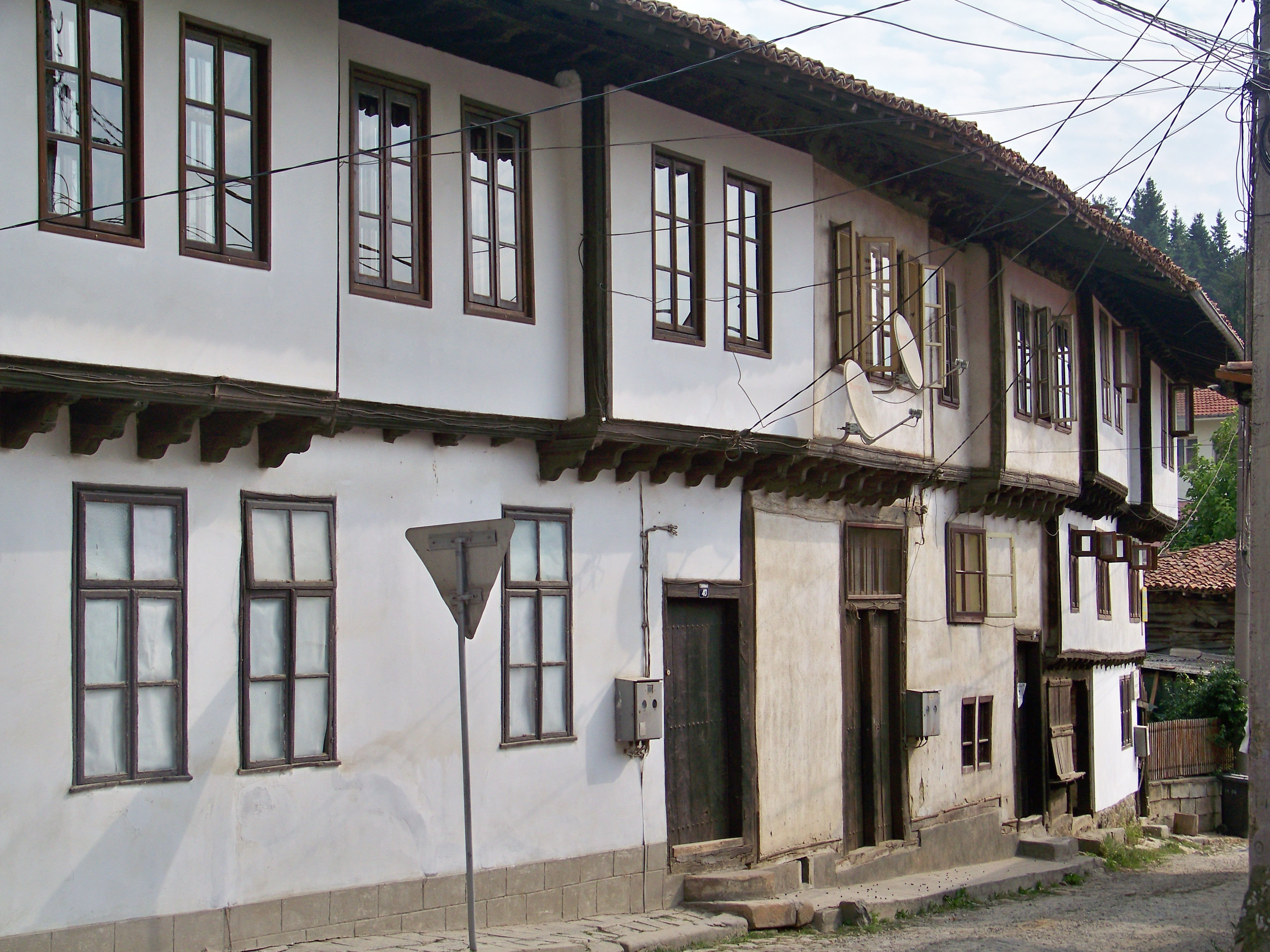